# ロマン・ゾブニン
ロマン・セルゲイェヴィッチ・ゾブニン（Roman Sergeyevich Zobnin、1994年2月1日 - ）は、ロシア・イルクーツク出身のプロサッカー選手。元ロシア代表。ポジションはMF。FCスパルタク・モスクワ所属。
5歳上の兄のアレクサンドル・ゾブニンも元プロサッカー選手。

## 来歴
2016年6月15日、ロシア・プレミアリーグのFCスパルタク・モスクワに移籍した。
2015年3月31日のカザフスタン戦でA代表デビュー。ファビオ・カペッロ体制ではこの試合の出場のみに終わり、レオニード・スルツキー体制での出場はなく、UEFA EURO 2016のエントリーメンバー入りは逃したが、FCディナモ・モスクワ時代の恩師スタニスラフ・チェルチェソフ監督が就任してからは継続的に招集されるようになる。
長期離脱を余儀なくされた膝の怪我の影響で自国開催のFIFAコンフェデレーションズカップ2017の出場は断念している。
2018 FIFAワールドカップを戦うロシア代表に選出された。

## 代表歴

### 出場大会
- ロシア代表
  - 2018 FIFAワールドカップ

### 試合数
- 国際Aマッチ 41試合 0得点（2015年-2021年）[2]

| ロシア代表 | 国際Aマッチ | 国際Aマッチ |
| 年         | 出場        | 得点        |
| ---------- | ----------- | ----------- |
| 2015       | 1           | 0           |
| 2016       | 5           | 0           |
| 2017       | 3           | 0           |
| 2018       | 12          | 0           |
| 2019       | 6           | 0           |
| 2020       | 6           | 0           |
| 2021       | 8           | 0           |
| 通算       | 41          | 0           |